# 박만복 (축구인)
박만복(朴萬福)은 왕청현 출신의 조선족 축구 선수이며, 포지션은 수비수였다.

## 생애
1953년 아직 정식 축구팀으로 창단하지 않은 옌볜 축구팀에서 주장으로 중국에서 열린 축구대회에서 준우승을 차지했다.
이후 중앙체육훈련반 축구팀에 선발에 이어서 제1기 중국 청년축구 유학대표단에도 선발되어 유럽의 여러 나라들의 축구 대표팀과 평가전을 치렀다. 또한 1955년 바르샤바에서 열린 경기에서 그는 매우 인상적인 수비력을 보여주며 당시 “깨뜨릴 수 없는 만리장성”이라는 별칭을 얻게 되었다. 또한 헝가리 축구 국가대표팀 감독은 그를 중국 대표팀의 “로켓”이라고 불렀다.
중국으로 돌아온 뒤에는 베이징의 팀에서 활약하며1957년에는 전국축구갑급리그에서 팀의 우승에 기여했다. 또한 그 해 처음으로 실시된 건장제의 건장칭호를 동료 선수 17명과 함께 받았다.
1959년, 부상으로 인해서 선수 생활을 은퇴하고 베이징 팀의 코치로 2년에서 3년 정도를 보냈다. 이후 옌볜으로 돌아와 감독직을 맡았으며 갑급리그 우승을 거두게 된다.
지도자로 있는 동안 정지승을 포함한 무려 100여명의 인물들을 키워냈으며 특히 조선족 축구계의 큰 공헌을 했다.
지도자 은퇴 이후에는 중국의 국가민족사무위원회와 국가체육운동위원회의 심사 이후 중국국가민정부에 등록된 국가1급체육사회단체인 중국조선족축구친목회를 1988년 6월 1일에 설립하게 된다. 이는 중국의 55개 소수민족 중 유일한 체육단체이다.또한 1990년 기준 무려 1만 여명의 조선족 회원을 보유하고 있으며 1990년에는 대한축구협회의 지원을 받기도 하였다.
축구계에서도 공식적으로 은퇴한 이후에도 학교 설립 등 유소년 육성에 힘 썼으며 매스컴에 참여하는 등 중국과 조선족 축구계 발전에 힘쓰고 있다.